# Armijn Pane

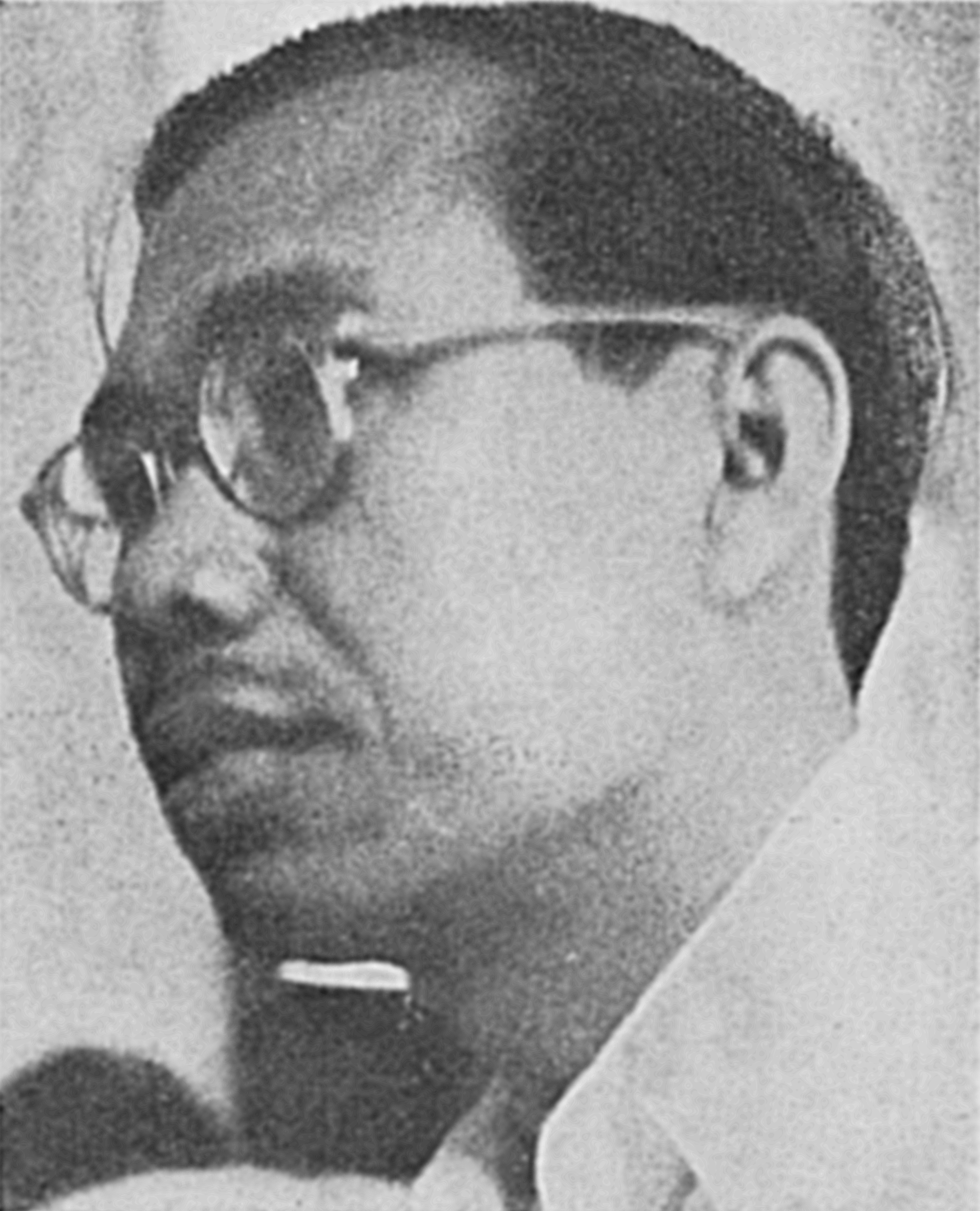
Armijn Pane (1953)

Armijn Pane (Muara Pongi, Sumatra, 18 augustus 1908 - Jakarta, 16 januari 1970) was een Indonesisch schrijver en dichter, medeoprichter van de Pudjangga Baru was de modernste vertegenwoordiger van de vooroorlogse generatie. Zijn eerste boek, Belengu, is de eerste Indonesische roman die algemene menselijke problemen aan de orde stelt, los van de lokale situatie.
Hij was de broer van schrijver en dichter Sanoesi Pane.